# Большой Кугунур (Тужинский район)
Большой Кугунур — деревня в Тужинском районе Кировской области. Входит в состав Тужинского городского поселения. 

## География
Находится на расстоянии примерно 18 километров по прямой на север-северо-запад от районного центра поселка Тужа.

## История
Упоминается с 1766 года. В 1873 году здесь (починок Кугунур или Кугалки) учтено дворов 13 и жителей 204, в 1905 (уже деревня Большой Кугунур) 52 и 346, в 1926 71 и 411, в 1950 55 и 199. В 1989 году проживало 70 жителей.

## Население
Постоянное население составляло 23 человека (русские 91%) в 2002 году, 4 в 2010.